# Can Masgrau de la Torre
Can Masgrau de la Torre és una obra de Banyoles (Pla de l'Estany) inclosa a l'Inventari del Patrimoni Arquitectònic de Catalunya.

## Descripció
Habitatge unifamiliar de planta rectangular amb planta baixa i pis; el superior, amb una àmplia barana de balustres a la banda de tramuntana. S'hi accedeix un cop travessat un gran jardí de tipus anglès. Motllures, finestres que combinen la forma rectangular i ovoïdal, balconeres i altres elements plàstics-ornamentals, enriqueixen estèticament la construcció. La casa, doncs, manté un cert eclecticisme i a la vegada una prolongació de les formes noucentistes, fet comú en tots aquells arquitectes que no van adscriure's al moviment racionalista. L'edifici és molt interessant i està ben resolt, tant pel que fa a la seva implantació urbana com per la forma d'enfrontar les diferents façanes: la del carrer, amb un alt valor urbà; i les dels jardins, molt més intimistes. Presenta bones solucions per a les escales que articulen els diversos nivells. Per una altra banda, exemplifica un tipus d'ordenació urbana que va ser freqüent a Banyoles i que, amb la pèrdua de Can Trull, tendeix a la desaparició.